# Гиппогриф
Гиппогриф (греч. Ἱππόγρυπας) — мифическое существо: полуконь-полугрифон, при этом грифон сам сочетает в себе черты льва и орла.
Гиппогриф играет немаловажную роль в рыцарской поэме XVI в. Лудовико Ариосто «Неистовый Роланд». В поэме это существо, рождённое кобылой от грифона. В те времена существовала поговорка «скрестить коня с грифоном», обязанная происхождением Вергилию и означающая невозможность или несообразность чего-либо (синоним современного «скрестить ужа и ежа»). Он очень быстр и способен летать вокруг света и даже на Луну. На нём ездят маги и странствующий рыцарь Руджьер, который верхом на гиппогрифе спасает прекрасную Анджелику от морского чудовища. Согласно другому сюжету рыцарь Астольф позаимствовал гиппогрифа у Брадаманты для одного из своих путешествий.
Гиппогриф стал довольно популярным в искусстве XIX века, порой он изображался на гербах, также его часто рисовал Гюстав Доре.

## Ранние упоминания
Возможно, первым описанием гиппогрифа следует признать следующий фрагмент из «Правдивой истории» Лукиана (ок. 170 г. н. э.):
...Мы решили отправиться дальше и вскоре встретили конекоршунов, как они здесь называются, и были ими захвачены. Эти конекоршуны не что иное, как мужчины, едущие верхом на грифах и правящие ими, как конями. Грифы эти огромных размеров, и почти у всех три головы. Чтобы дать понятие об их величине, достаточно сказать, что каждое из этих маховых перьев длиннее и толще мачты на товарном корабле...
пер. К.Тревер

## Галерея

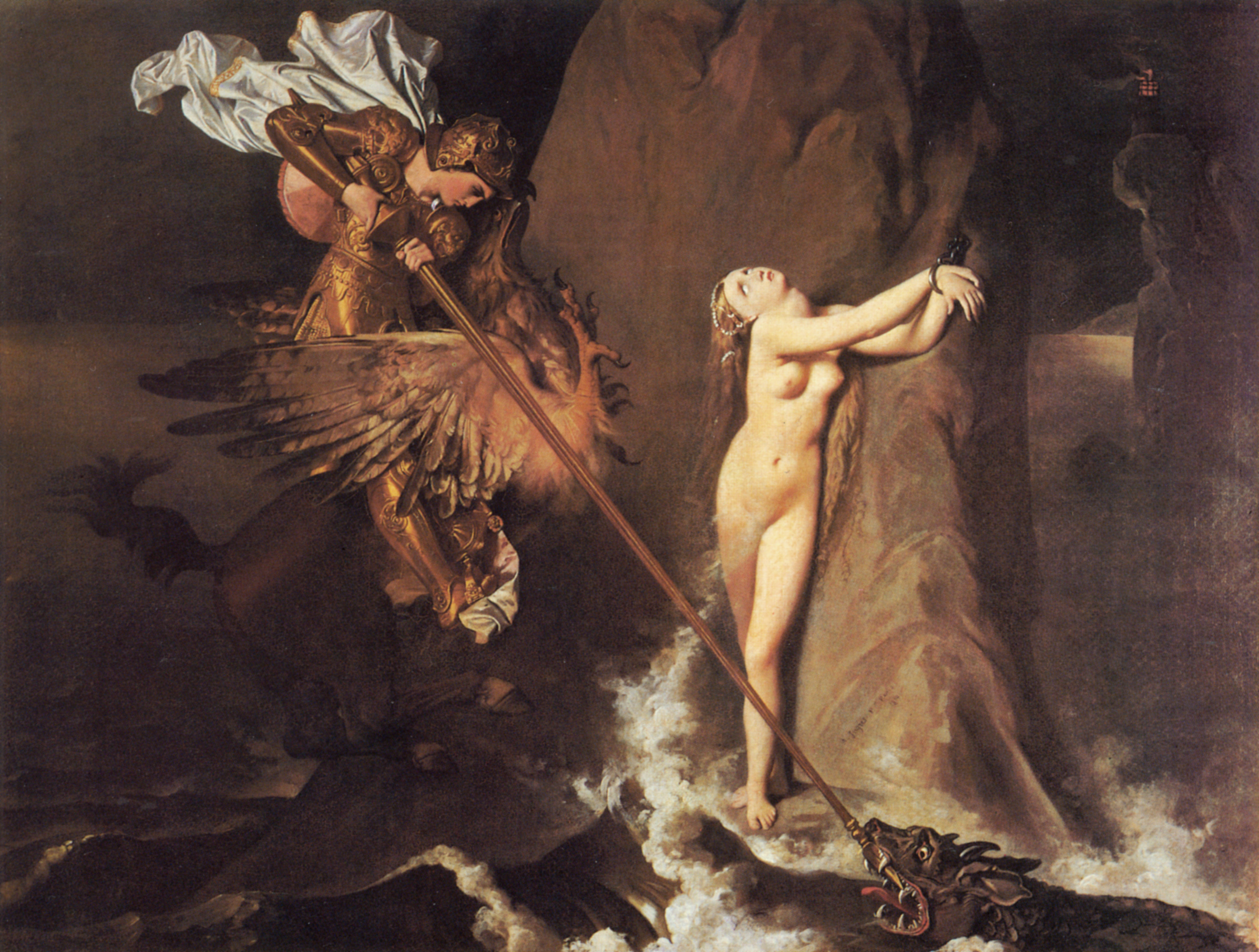
«Руджьер спасает Анджелику от морского чудовища». Жан Огюст Доминик Энгр, 1819
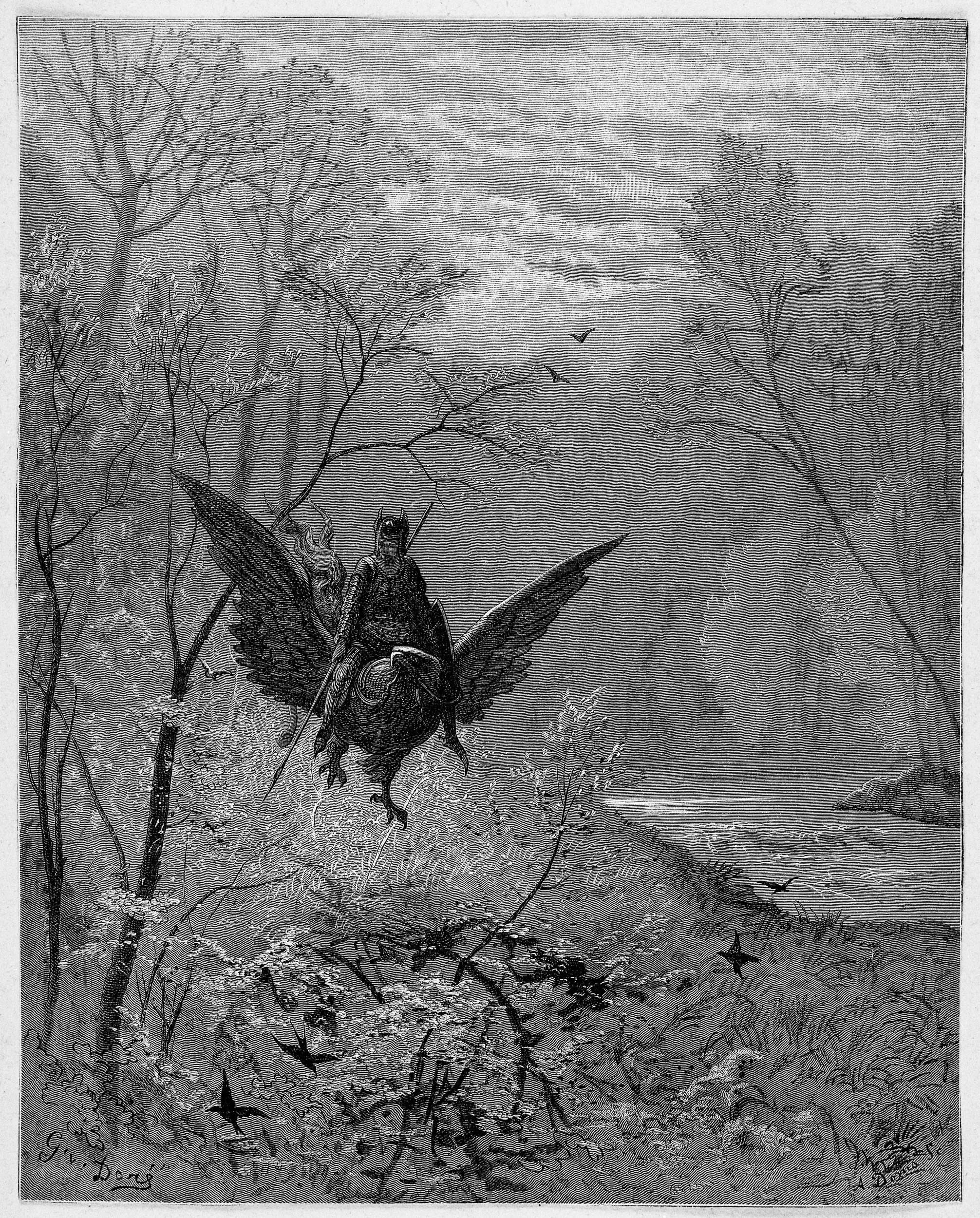
Рыцарь Астольф на гиппогрифе. Иллюстрация Гюстава Доре к поэме «Неистовый Роланд»